# Steatoda quadrimaculata
Steatoda quadrimaculata är en spindelart som först beskrevs av O. Pickard-Cambridge 1896.  Steatoda quadrimaculata ingår i släktet vaxspindlar, och familjen klotspindlar. Inga underarter finns listade i Catalogue of Life.